# Mozarteum
Mozarteum, přesněji Dommusikverein und Mozarteum (Katedrální hudební spolek a Mozarteum), je hudební vzdělávací zařízení v Salcburku. Bylo založeno 22. května 1841 jako hudební škola, kde jsou zároveň uchovávány originály Mozartovské dokumenty.

## Historie školy

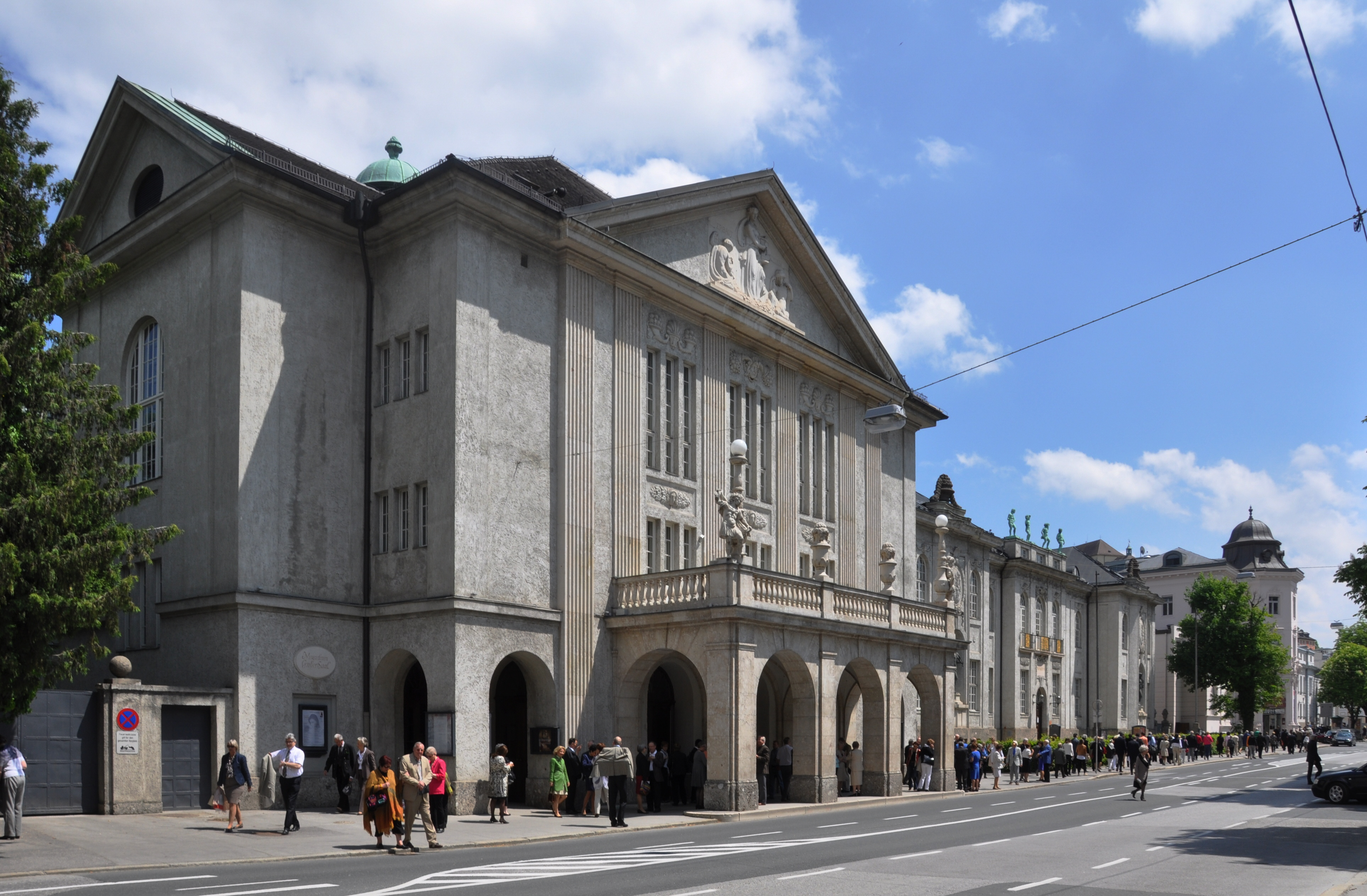
Budova Mozartea v Salcburku

K 50. výročí Mozartovy smrti, v roce 1841, byly v Salcburku založeny dvě hudební školy – předchůdci dnešní univerzity – Dommusikverein (Hudební spolek dómu) a Mozarteum. Do roku 1880 měla instituce různé formy, než vznikla Veřejná hudební škola Mozarteum – předchůdce dnešní univerzity. V roce 1914 získala hudební škola status konzervatoře, která měla tytéž funkce a práva, jako jiné vyšší státní školy. Po anexi Rakouska v roce 1939 byl název konzervatoře změněn na Vyšší hudební škola Velkoněmecké říše Mozarteum a od roku 1945 fungovala pod názvem Vyšší hudební škola. Roku 1953 byla přejmenována na Akademii hudby a divadelního umění Mozarteum v Salcburku. Roku 1970 byl škole navrácen status vyšší školy a název změněn na „Vyšší škola hudby a dramatického umění Mozarteum v Salcburku. Od roku 1998 zní oficiální název školy Universität Mozarteum (Univerzita Mozarteum).
Škola je členem mezinárodních školních programů EAC, Socrates-Erasmus, LLP, ELIA, ÖAD.